# 伊崎寿克
伊崎 寿克（いざき ひさよし、1968年1月1日 - ）は日本の男性声優。81プロデュース所属。群馬県出身。

## 人物
声優としてはアニメなどで活躍するほか、テレビ、舞台などで活躍している。
樫本学ヴ原作のアニメ作品（『学級王ヤマザキ』『コロッケ!』）にはいずれもカッシー（樫本の作中における姿）役で出演している。
趣味・特技はスキー、書道。

## 出演

### テレビアニメ
1991年
- 楽しいムーミン一家 冒険日記（泥棒B）

1992年
- らんま1/2 熱闘編（少年）
- クッキングパパ（若者、店長、正太、男）
- 姫ちゃんのリボン

1995年
- H2（柳守道）
- クマのプー太郎（双子の兄弟〈2代目〉）
- 爆れつハンター（ソノイッチ）

1997年
- VIRUS -VIRUS BUSTER SERGE-（スコット、ウォン）
- 学級王ヤマザキ（イケタニ、カッシー、鈴木のべ太）
- 爆走兄弟レッツ&ゴー!! シリーズ（1997年 - 1998年、エッジ、スティーブ、アキラ） - 2シリーズ
- HAUNTEDじゃんくしょん（鈴木ジンコツ）

1998年
- アリスSOS（竹ヤブヤケ太）
- EAT-MAN'98（捜査員B、補佐官、侍従）
- 彼氏彼女の事情（警官）
- 時空転抄ナスカ（男子生徒）
- Night Walker -真夜中の探偵-（少年）
- 虹の戦記イリス（アンドロイドX）
- 魔法のステージファンシーララ（坂本翔一）

1999年
- KAIKANフレーズ（クライムのメンバー、ネオンのギター）
- 鋼鉄天使くるみ（悪ガキ）
- 仙界伝 封神演義（黄倉）
- 超速スピナー（司会者）
- 爆球連発!!スーパービーダマン（早乙女基夫）
- MASTERキートン（ティーン）

2000年
- グラビテーション（北沢有希）

2001年
- シスター・プリンセス（皆井）
- 超GALS!寿蘭（2001年 - 2002年、良田健二、カツアゲ男）
- ノワール（男A）

2002年
- ぷちぷり*ユーシィ（猫）

2003年
- コロッケ!（カッシー、ホイコーロー）
- 時空冒険記ゼントリックス（伝令ロボ、スキニー）

2006年
- きらりん☆レボリューション（コンビB、石神井マネージャー、アナウンサー、重役、道頓堀、司会）

### OVA
- THE八犬伝（1990年）
- 究極超人あ〜る（1991年、浅野）
- らんま1/2 シャンプー豹変! 反転宝珠の禍（1993年）
- D・N・A² 〜何処かで失くしたあいつのアイツ〜（1995年）※OVA追加エピソード
- らんま1/2 SUPER ああ呪いの破恋洞! 我が愛は永遠に（1995年）
- タトゥーン★マスター（1996年、A）
- 超光速グランドール（1997年、田逆）

### 劇場アニメ
- とつぜん!ネコの国 バニパルウィット（1998年、兵士B〈猫市民B〉）
- 劇場版ポケットモンスター 幻のポケモン ルギア爆誕（1999年、オニドリル）

### ゲーム
- 謎王（1996年、若者）
- LOAD MONARCH 〜新・ガイア王国記〜（1998年、ヴァンセル、プレザン兵、アマツ兵1、カイザー兵）
- 学級王ヤマザキ 〜ヤマザキ王国大フン争!〜（1999年、イケタニ）
- Dance!Dance!Dance!（1999年、リンクス）
- 大正もののけ異聞録（2003年、茂平）

### ドラマCD
- アイドル雀士スーチーパイ スーチードラマシアター ミラクルアナザーワールド3 世界のヒーロー編（クラーク・ケンタ）
- ダークビッシュ（長十郎）
- 花より男子（青池和也）
- 魔性の子（橋上）

### 吹き替え

#### 映画
- ラスト・エンプレス/西太后（1994年）
- セレナ（1997年）
- モンスターズ・ストーリー（2001年）

#### ドラマ
- G-SAVIOUR（2000年、バリー・アダムス）

#### アニメ
- ミュータント・タートルズ（1987年テレビ東京版）（1993年）
- T-REX（1997年）
- ミュータント タートルズ（2008年、テキサス・スリム）

### ナレーション
- ママは生きる!がん余命宣告6か月〜1歳7か月息子&母の闘病全記録〜（2009年、テレビ朝日）

### その他コンテンツ
- ロマントピア藤原京'95 カプコンパビリオン ストリートファイターII 〜よみがえる藤原京〜（1995年、患者）

### シリーズ一覧
1. ↑  第2期『WGP』（1997年）、第3期『MAX』（1998年）